# Ladislao II de Bohemia

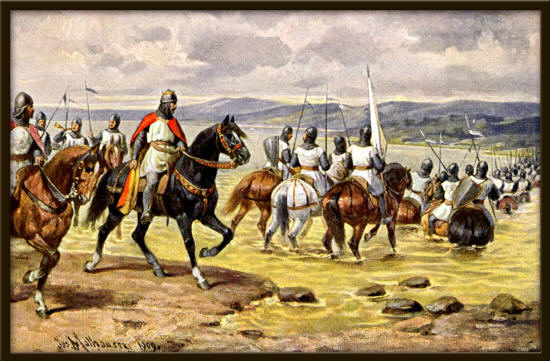
Ladislao II cruzando el río Adda

Vladislao II (en checo: Vladislav II.) (hacia 1110–18 de enero de 1174) fue el segundo rey de Bohemia desde 1158. Anteriormente había sido duque de Bohemia desde 1140. Abdicó en 1172, el título real no era hereditario.
Vladislao era el hijo de Vladislao I y Richeza de Berg. Fue un joven aventurero, y sin posibilidades de llegar al trono durante el reinado de su tío Sobeslav I, se trasladó a Baviera. Volvió tras la muerte de Sobeslav en 1140 y, con ayuda de su cuñado Conrado III, rey de Alemania, fue elegido príncipe de Bohemia.

## Primeros años
En un principio tuvo que competir con las demandas de su primo, el hijo de Sobeslav, también llamado Vladislao. a petición de Sobeslav, el emperador Lotario II había reconocido los derechos de su hijo en la dieta de Bamberg en mayo de 1138 y en junio de ese mismo año, la nobleza los confirmó en Sadska. Sin embargo, otra dieta en Bamberg confirmó la sucesión del hijo de Vladislav en abril de 1140. Los duques locales Conrado II de Znojmo, Ladislao II de Brno y Otón III de Olomouc, le pusieron problemas. Fueron excomulgados por Enrique Zdik, obispo de Olomouc, que como consecuencia fue expulsado de su diócesis. Luego, los duques derrotaron a Ladislao (gracias a una traición) en Vyoska el 22 de abril de 1142, pero su sitio a Praga fracasó. Ladislao mantuvo su trono con la ayuda de Conrado III, con cuya hermanastra Gertrudis de Babenberg estaba casado.

## El segundo rey
En 1147 acompañó al rey en la Segunda Cruzada, pero no pasó de Constantinopla. A su vuelta a Bohemia paso por Kiev y Cracovia. Gracias a su amistad con el sucesor de Conrado, el emperador Federico I Barbarroja, Ladislao fue elegido rey de Bohemia el 11 de enero de 1158, convirtiéndose en el segundo príncipe de Bohemia en tener un título real después de Vratislao II. También se le entregó la Lusacia Superior en Ratisbona y su coronación fue celebrada por segunda vez en Milán, el 8 de septiembre.
Ladislao era un firme aliado de Barbarroja. Le acompañó a Milán en 1158. Durante las expediciones italianas de 1161, 1162 y 1167, Ladislao confió el mando del contingente checo a su hermano, el duque Teobaldo I de Jamnitz y a su hijo Federico.
Tras la revuelta de los duques de Moravia, Ladislao gradualmente tomó el control de las fortalezas moravas: Brno tras la muerte de Vratislao II en 1156, Olomouc tras la muerte de Otón III (a pesar de las demandas de Sobeslav, hijo del duque Sobeslav, que fue encarcelado) y finalmente Znojmo con la muerte de Conrado II. Ladislao también intervino en Hungría en 1163 a favor del emperador. Casó a su segundo hijo, Sviatopluk, con una princesa húngara y tuvo contactos diplomáticos con Manuel I Comneno. en 1164 incluso casó a su hija Helena de seis años con Pedro, hijo de Manuel.
En 1167, Daniel I, obispo de Praga desde 1148 y el mayor consejero de Ladislao, murió. Como resultado, las relaciones entre los reyes de Bohemia y Alemania se vieron afectadas. Cuando su hijo Vojtech se convirtió en arzobispo de Salzburgo en 1169, el emperador sospechó que estaba apoyando al papa Alejandro III.

## Abdicación
Ansioso por colocar a su hijo Federico en el trono del ducado de Bohemia, que era electivo, abdicó sin el consenso de los nobles bohemios, ni el permiso del emperador. Federico mantuvo el trono menos de un año, antes de entregar el trono a Sobeslav II, el hijo mayor de Sobeslav I.
Ladislao vivió en las tierras de su mujer, donde murió en enero de 1174. Fue enterrado en la catedral de Meissen.
Su reino estuvo marcado por la fundación de numerosas abadías premonstratenses y cistercienses en Bohemia. También es conocido por la construcción del puente de piedra sobre el Vltava en Praga: la construcción se llamó «puente de Judith» en honor a la segunda mujer de Ladislao.

## Familia e hijos
A la muerte de su primera mujer, Gertrudis de Babenberg (muerta el 4 de agosto de 1150) tenía la siguiente descendencia:
- Frederico, su sucesor
- Sviatopluk, que se casó con una hija de Geza II de Hungría
- Vojtech, arzobispo de Salzburgo como Adalberto III
- Inés (murió el 7 de junio de 1228), abadesa de San Jorge de Praga

De su segunda esposa, Judith de Turingia (se casaron en 1153), hija del landgrave Luis I de Turingia, tuvo la siguiente descendencia:
- Otakar, más tarde rey de Bohemia, primero de una línea hereditaria
- Ladislao, más tarde duque de Bohemia como Ladislao III
- Richeza (murió el 19 de abril de 1182), se casó con el duque Enrique II de Austria

## Enlaces externios
- Wikimedia Commons alberga una categoría multimedia sobre Ladislao II de Bohemia.

| Predecesor: Sobeslav I | Duque de Bohemia 1140-1158 | Sucesor: vacante           |
| Predecesor: vacante    | Rey de Bohemia 1158-1172   | Sucesor: vacante, Otakar I |

- Datos: Q367578
- Multimedia: Vladislaus II of Bohemia / Q367578